# U-Bahnhof Münsterstraße
Der U-Bahnhof Münsterstraße ist ein U-Bahnhof der Stadtbahn Dortmund. Er wurde im Sommer 1984 mit Inbetriebnahme der ersten Stammstrecke eröffnet.

## Lage
Der U-Bahnhof befindet sich im Norden der Dortmunder Innenstadt unterhalb der Kreuzung der Haydnstraße und der namensgebenden Münsterstraße. Außerdem erschließt der U-Bahnhof das Helmholtz-Gymnasium.
Neben der Bahnsteigsebene verfügt der Bahnhof auch über eine Verteilerebene. Beide können von der Oberfläche aus mit Treppen erreicht werden. Aufzugsanlagen gibt es nicht, damit gehört der U-Bahnhof zu den letzten in Dortmund, die (noch) nicht barrierefrei sind.

## Linien
Der Bahnhof wird ganztägig von der Linie U41 bedient. Zusätzlich bedient die U45 von Montag bis Samstag zur Hauptverkehrszeit ebenfalls den Bahnhof.
| Linie | Linienverlauf | Takt                      |
| ----- | --- | ------------------------- |
| U 41  | Brambauer Verkehrshof1 – Brambauer Krankenhaus – Lünen, Herrentheystraße – Dortmund, Oetringhauser Straße – Brechten Zentrum2 – Wittichstraße – Maienweg – Waldesruh – Grävingholz – Externberg – Amtsstraße – Zeche Minister Stein – Güterstraße – Fredenbaum – Immermannstraße/Klinikzentrum Nord – Lortzingstraße – U Münsterstraße – U Leopoldstraße – U Dortmund Hbf – U Kampstraße – U Stadtgarten – U DO-Stadthaus – U Markgrafenstraße – U Märkische Straße – U Karl-Liebknecht-Straße – U Willem-van-Vloten-Straße – U DO-Hörde, Bahnhof – U Dortmund, Clarenberg3 Diese Linie verkehrt auf der Stammstrecke I | 20 min (1–2) 10 min (2–3) |
| U 45  | ( Dortmund, Fredenbaum – Immermannstraße/Klinikzentrum Nord – Lortzingstraße – U Münsterstraße – U Leopoldstraße – ) U Dortmund Hbf – U Kampstraße – U Stadtgarten – U DO-Stadthaus – U Markgrafenstraße – U Westfalenpark – Remydamm – U Westfalenhallen Diese Linie verkehrt auf der Stammstrecke I. Während der HVZ wird die Linie bis zur Haltestelle Fredenbaum verlängert. Bei Veranstaltungen wird sie ab dem/bis zum Haltepunkt Stadion eingesetzt; ab Westfalenhallen verkehrt sie weiter als U46 in Richtung Brunnenstraße.                                                                                   | 10 min                    |